# Ливада Мика (Бузау)
Ливада Мика (рум. Livada Mică) насеље је у Румунији у округу Бузау у општини Греабану. Oпштина се налази на надморској висини од 501 m.

## Становништво
Према подацима из 2002. године у насељу је живело 156 становника, од којих су сви румунске националности.